# Winners Open
Il Winners Open è stato un torneo professionistico femminile di tennis giocato sulla terra rossa del Winners Sports Club di Cluj-Napoca in Romania nella sola edizione del 2021. Il torneo era classificato come WTA 250.

## Albo d'oro

### Singolare
| Anno | Categoria | Campionessa     | Finalista    | Punteggio |
| ---- | --------- | --------------- | ------------ | --------- |
| 2021 | WTA 250   | Andrea Petković | Mayar Sherif | 6–1, 6–1  |

### Doppio femminile
| Anno | Categoria | Campionesse                  | Finaliste                    | Punteggio |
| ---- | --------- | ---------------------------- | ---------------------------- | --------- |
| 2021 | WTA 250   | Natela Dzalamidze Kaja Juvan | Katarzyna Piter Mayar Sherif | 6–3, 6–4  |